# Проченио
Проченио (итал. Proceno) је насеље у Италији у округу Витербо, региону Лацио.
Према процени из 2011. у насељу је живело 410 становника. Насеље се налази на надморској висини од 401 м.

## Становништво
Према резултатима пописа становништва 2011. у општини је живело 605 становника.
| 1931. | 1936. | 1951. | 1961. | 1971. | 1981. | 1991. | 2001. | 2011. |
| ----- | ----- | ----- | ----- | ----- | ----- | ----- | ----- | ----- |
| 1.907 | 1.994 | 1.871 | 1.509 | 1.069 | 847   | 651   | 632   | 605   |